# روزانجين
روزانجين (كيتاوجي روزانجين) هو الاسم المستعار لكيتاوجي فوساجيرو( 23 مارس 1883- 21 ديسمبر 1959 )

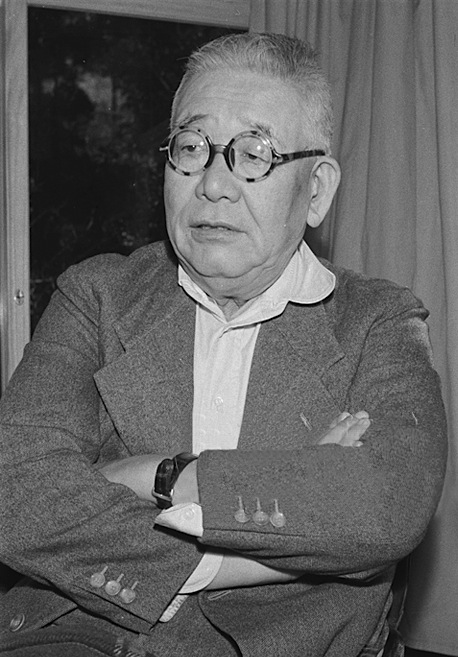
كيتاوجى روزانجين عام 1954.

وهو أحد الفنانين المعروفين أثناء حقبة شووا في اليابان، اشتهر باسمه الفني روزانجين وقد عرف بموهبته الرائعة فقد كان رساما ونقاشا وصانعا للعديد من التحف الفنية مثل الخزف والفخار والعديد من لوحات الخط الفنية.

## السيرة الذاتية
ولد في مكان وهو الآن تابعا لكيتا كو-كيوتو وكان الابن الأصغر لرئيس كهنة ضريح كاميجامو.
في سن السادسة تم تدريبه وتبنيه من قبل فوكودا تاكيشي والذي كان أحد نقاشي الخشب في كيوتو وذلك بعدما أقدم والده على الانتحار عند معرفته أن روزانجين ليس ابنه البيولوجي، وفي سن العاشرة وبينما كان لا يزال في المدرسة الابتدائية عمل روزانجين لدى طبيب أعشاب صيني.
في عام 1903 انتقل روزانجين إلى طوكيو لتعلم فنون الخط الياباني وقد فاز عام 1904 بالجائزة الأولى في مسابقة أكاديمية الفن الياباني، وفي عام 1905 تم قبوله كمتدرب لدى الخطاط أوكاموتو أيبيي والذي قام بإرساله إلى شمال الصين (1908-1910) لتعلم فنون الخط والنحت.
وفي عام 1915 انتقل روزانجين إلى كيوتو وكانازاوا حيث بدأ بتزيين الخزف وقام بتطوير إبداعاته الفنية حيث ربط بين تصاميم الأواني الخزفية والطعام الذي يقدم فيها.
عاد روزانجين إلى طوكيو عام 1919 حيث أقام معرضا فنيا وفي عام 1920 أسس نادي بيشوكو الذي أقامه في الطابق الثاني من المعرض وقد قام فيه بتقديم الطعام في تشكيلة أواني الخزف التقليدية التي قام بصنعها، وقد تم نقل هذا المطعم إلى مقاطعة ناجاتاشو المجاورة لطوكيو وتمت تسميته هوشيجاوكا سايرو.
وفي عام 1923 دمّر زلزال طوكيو العظيم العديد من الأواني الخزفية التي قام روزانجين بصنعها لذلك اتجه إلى صناعة الفخار بدلاً منها، وفي عام 1926 وبمساعدة تويوزو أراكاوا قام روزانجين بإنشاء فرن في يامازاكي المجاورة لمدينة كاماكورا، وقد قام روزانجين في صناعته للفخار والخزف بمحاكاة الأنماط اليابانية الكلاسيكية وتلوين البورسيلين كما في حقبة مينج الصينية.
وعلى الرغم من أن روزانجين عرف بتصاميمه الكلاسيكية البسيطة إلا أنه قد تميز بالجرأة وصنع العديد من التحف النادرة والتي قام بإدخال فن الخط الياباني في تصميمها ولهذا عرف روزانجين بالمعلم الخبير، وقد كان روزانجين ينشر أعمالة الفنية في مجلة خاصة تدعى هوشيجاوكا وذلك في الثلاثينات من القرن العشرين.
وفي فترة ما بعد الحرب وعلى الرغم من الضائقة المالية التي تعرض لها روزانجين فقد أنشأ مطعم كادوكادو بيو عام 1946 في مقاطعة جينزا التابعة لطوكيو وذلك بتمويل من الحكومة العليا التابعة لقوات الاحتلال الأمريكي كما ساعدت في نشر اسم روزانجين إلى بلاد ما وراء البحار.
وفي عام 1951 قَبِل النحات إيسامو نوغوشي وزوجته الممثلة يوشيكو أوتاكا الدعوة للإقامة في إحدى العقارات التابعة لروزانجين وقد أقاما بها عدة سنوات.
أنشأ روزانجين عام 1954 مجلة دوببو التي تصدر كل ثلاثة أشهر، كما تلقى في نفس العام دعوة من مؤسسة روكفيلر لإقامة معرضا فرديا لعرض أعماله الفنية في متحف الفن المعاصر في نيويورك، كما سافر أيضا إلى أوروبا حيث التقى ببابلو بيكاسو ومارك تشاجال.

## التكريم
وفي عام 1955 قامت الحكومة اليابانية بمنح إحدى أعمال روزانجين الفخارية ذات تصميم ياباني يتبع القرن السادس عشر حقوق الملكية الثقافية اليابانية، كما منحت الحكومة اليابانية عام 1959 روزانجين لقب الكنز الثقافي الحي وقد كان القليل من الأشخاص هم فقط من يمنحون هذا اللقب.

## الوفاة
توفي روزانجين في يوكوهاما عام 1959 إثر إصابته بتليف الكبد الناتج عن العدوى بإحدى الديدان الكبدية المفلطحة ويقع قبر روزانجين في معبد سايهو جي في كيوتو.

## في الثقافة العامة
في المانغا أويشينبو تم اقتباس شخصية كايبارا يوزان من روزانجين.

## روابط خارجية
- روزانجين على موقع الموسوعة البريطانية (الإنجليزية)